# Миловице
Ми́ловице (чеш. Milovice, нем. Milowitz) — город в Чехии недалеко от Праги, где размещался штаб советской Центральной группы войск в 1968—1991.

## История
Город был основан в XIV веке. Здесь размещался панский двор семьи Голомка, который в архивных документах назывался  «Вилла Милевич». Первое письменное упоминание о Миловицах относится к 4 января 1396 года. Герб Миловиц — серебряная голова лани с золотым языком на зелёном щите с тремя серебряными зубцами. Этот герб встречался на различных печатях рыцарей из Миловиц.
В 1904 году австро-венгерское правительство постановило основать при Миловицах военный лагерь с полигоном. Для этих целей была выбрана территория деревни Млада, которая постепенно была выселена. Здесь проводились учения, а с 1913 года тут находились Пулемётные пехотные курсы (Infanteriemaschinengewehrinstruktionskurs).
В 1914 году с началом Первой мировой войны в Миловицах был построен лагерь для военнопленных, через который прошло 46 000 русских и итальянских военнопленных. Умершим от болезней военнопленным поставлен памятник, который находится на военном кладбище.
В 1919 году миловицкий полигон начинает использовать чехословацкая армия. Здесь также строятся и испытываются доты для будущих пограничных укрепрайонов.
Начиная с марта 1939 года, миловицким полигоном заинтересовалась немецкая армия. Полигон расширяется, строятся новые стрельбища. Именно здесь тренировались войска Лиса пустыни — Роммеля перед отправкой в Африку, а также танковые соединения СС.
В мае 1945 года Миловице освобождают советские войска и чехословацкая армия вновь начинает использовать полигон. Здесь размещается 13-я танковая дивизия.
21 августа 1968 года советские войска блокируют чешские соединения в Миловицах и берут контроль в свои руки. 13-я танковая дивизия переезжает в словацкие Топольчани, где находится и по сей день. Миловице становятся ставкой Центральной группы войск. Советская армия пробыла в Миловицах до 30 июня 1991 года. Окончательно уже неиспользуемый военный городок с полигоном были упразднены в 1995 году.
В августе 1996 года началась реконструкция территории бывшего военного городка Миловице.
В 1993 году в городе проходили съёмки фильма Жизнь и необычайные приключения солдата Ивана Чонкина. В 2004 году на его территории проходила часть съёмок фильма «Евротур», а в 2004—2005 годах в городе снимали фильм «Хостел».
В 2010 году на бывшем военном аэродроме прошёл метал-фестиваль Sonisphere.

## Поезд «Дружба»
До лета 1991 года Миловице связывал с Москвой ежедневный прямой поезд «Дружба», который по территории Чехословакии проходил как R 522/523 «Buzuluk». Обычно он состоял из 5-6 вагонов Москва-Миловице, 1 вагона Москва-Зволен и 2 багажных вагонов, следующих до станций Чоп и Чьерна-над-Тисоу. В 1980-е годы поезд сцеплялся в Жилине с поездом Москва-Братислава и далее проходил как фирменный поезд 22/23 «Slovakia» или 38 «Dukla».

## Части города
- Миловице
- Божи-Дар
- Бенатецка-Врутице
- Млада

## Население
| 1869    | 1880    | 1890    | 1900    | 1910    | 1921    | 1930    | 1950    | 1961    |
| ------- | ------- | ------- | ------- | ------- | ------- | ------- | ------- | ------- |
| 1597    | ↗1882   | ↗2070   | ↘1911   | ↘1732   | ↗2868   | ↗4720   | ↗5878   | ↘3872   |
| 1970    | 1980    | 1991    | 2001    | 2011    | 2014    | 2016    | 2017    | 2018    |
| ↘2747   | ↘1521   | ↘1330   | ↗4212   | ↗10 140 | ↗10 338 | ↗10 832 | ↗11 189 | ↗11 508 |
| 2019    | 2020    | 2021    | 2021    | 2022    | 2023    | 2024    |         |         |
| ↗11 834 | ↗12 098 | ↗12 249 | ↗12 713 | ↘12 460 | ↗13 634 | ↗13 920 |         |         |

## Фотографии

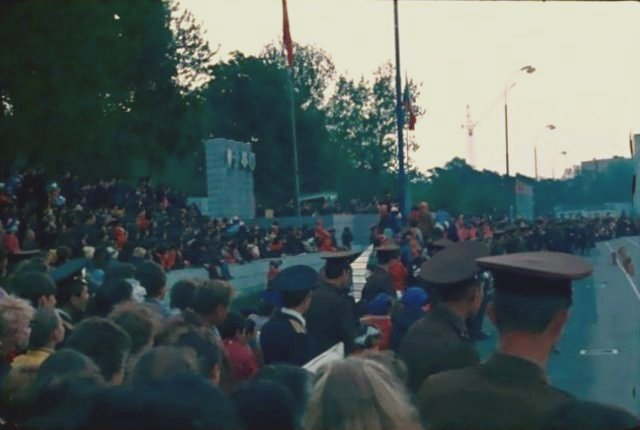
Празднование 9 мая 1984 года
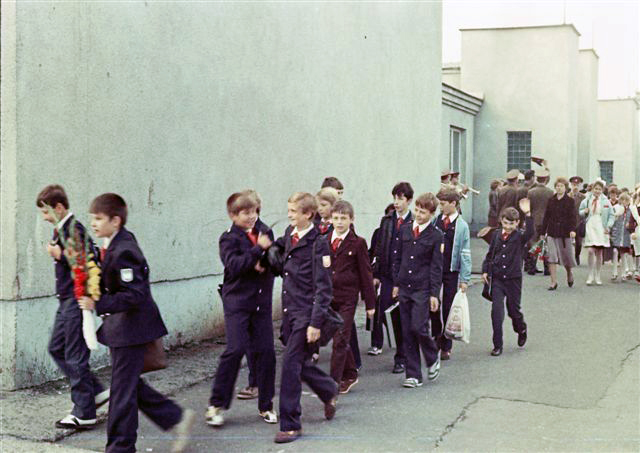
Советские школьники-ученики средней школы № 1, 1 сентября 1985 г.